# رومان کوسوفسکی
رومان کوسوفسکی (لهستانی: Roman Kłosowski؛ ‏ ۱۴ فوریهٔ ۱۹۲۹ – ۱۱ ژوئن ۲۰۱۸) بازیگر اهل لهستان بود.
از فیلم‌ها یا برنامه‌های تلویزیونی که وی در آن نقش داشته‌است، می‌توان به نخستین روز آزادی، سه داستان، چهل‌ساله، اجاره‌نشین‌ها، سایه، یانا و سه گام روی زمین اشاره کرد.